# Graham Hume
Graham Ian Hume (* 23. November 1990 in Johannesburg, Südafrika) ist ein südafrikanischer Cricketspieler, der seit 2022 für die irische Nationalmannschaft spielt.

## Kindheit und Ausbildung
Hume war Teil der südafrikanischen Vertretung bei der ICC U19-Cricket-Weltmeisterschaft 2010.

## Aktive Karriere
Hume gab sein First-Class-Debüt für Gauteng in der Saison 2010/11. In der Saison 2013/14 wechselte er zu KwaZulu-Natal Inland und spielt sein 2019 für North West. Im Mai 2022 erhielt er ein Vertragsangebot von Irland, dass er annahm. Sein ODI-Debüt folgte im Juli gegen Neuseeland. Im August folgte gegen Afghanistan sein Twenty20-Debüt. Er wurde dann für den ICC Men’s T20 World Cup 2022 für den verletzten Craig Young nachnominiert, kam jedoch dort nicht zum Einsatz. Im Januar 2023 erreichte er in der Twenty20-Serie in Simbabwe drei Wickets (3/17). Zum Ende der Saison reiste er mit dem Team nach Bangladesch. Dort konnte er in den ODIs vier (4/60) und drei (3/58) Wickets. Auch gab er bei der Tour sein  Test-Debüt. Im Dezember konnte er in Simbabwe 4 Wickets für 34 Runs im dritten ODI erzielen. Daraufhin wurde er für den ICC Men’s T20 World Cup 2024 nominiert.